# Caesalpinia merxmeullerana
Caesalpinia merxmeullerana là một loài rau đậu thuộc họ Fabaceae. Loài này chỉ có ở Namibia. Môi trường sống tự nhiên của chúng là carxtơ nội địa.